# Centrochelys burchardi
La tortuga terrestre de Tenerife o tortuga gigante de Tenerife (Centrochelys burchardi) es una especie extinta de tortuga criptodira de la familia Testudinidae. Era endémica de las islas Canarias, concretamente de la isla de Tenerife.

## Características

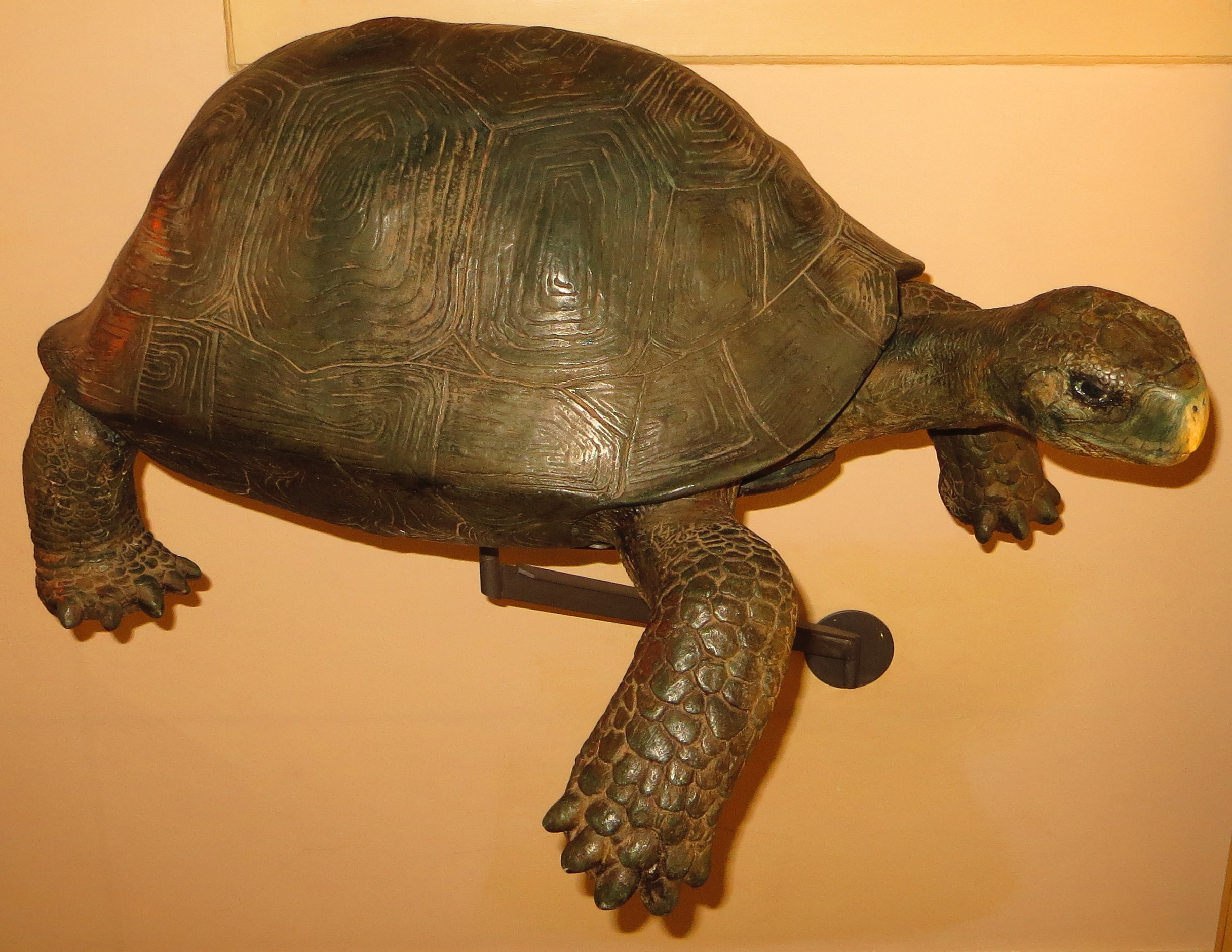
Reconstrucción de Centrochelys burchardi en el Museo de la Naturaleza y el Hombre de Santa Cruz de Tenerife.

Se trataba de una tortuga terrestre de gran tamaño, similar a las que actualmente se encuentran en algunos archipiélagos oceánicos como las islas Galápagos en el océano Pacífico y las islas Seychelles en el océano Índico.
Los restos de Centrochelys burchardi hallados en la isla de Tenerife datan del Mioceno. Se cree que habitó la isla hasta el Pleistoceno superior y que su extinción se debió a sucesos volcánicos mucho antes de la llegada del ser humano. En esta isla los restos más célebres son un nido con huevos fosilizados que fueron encontrados en un sustrato volcánico en el sur de Tenerife, en el actual municipio de Adeje. Si bien también se han encontrado restos de huesos y caparazones. Esta especie de tortuga gigante fue descrita en 1926 por Ernst Ahl, siendo la primera vez que se describía una tortuga gigante endémica de las islas Canarias.
En la isla de Gran Canaria existió otra especie llamada Centrochelys vulcanica. Se piensa que de ambas especies, C. burchardi tenía un tamaño ligeramente mayor con una longitud de caparazón de aproximadamente entre 65 y 94 cm, mientras que C. vulcanica tenía un caparazón de 61 cm. Ambas tienen vínculos con la tortuga de espolones africana, que vive en el norte de África y también pertenecientes al género Centrochelys. Por esto se cree que los ancestros de estas tortugas pudieron llegar a las islas orientales de Canarias procedentes de este continente y progresivamente se desplazaron a las occidentales a medida que su tamaño también aumentaba y su fisonomía evolucionaba para adaptarse a las condiciones del archipiélago.
En las islas de Fuerteventura y Lanzarote también han aparecido huevos de dos especies de tortugas gigantes aún no suficientemente identificadas, éstas datan del Mio-Plioceno. Los fósiles de Fuerteventura han sido vinculados a Centrochelys burchardi, pero esta identificación es incierta y ha sido cuestionada.